# Via Georgiana
Via Georgiana (georgià საქართველოს გზა Sakartvelos Gsa) és un partit polític de Geòrgia fundat el 2006 per l'ex Ministre de Relacions Exteriors Salome Zourabichvili, qui va ser destituïda pel primer ministre Zurab Nogaideli l'octubre de 2005. L'antiga ambaixadora a França havia participat en una sèrie de conflictes amb els membres del Parlament i havia estat durament criticada per diversos ambaixadors de Geòrgia.

## Formació del partit
L'endemà de la seva destitucií, Zourabichvili va fer una crida als georgians a reunir-se a l'Hipòdrom de Tbilisi per expressar la seva solidaritat amb ella. Adreçant-se a la multitud l'ex ministre de govern va dir: "Això no és una reunió política ... això no significa una crida a la revolució. Geòrgia ja ha patit una revolució [de la Revolució Rosada de 2003], i aquesta és la forma correcta, però lamentablement [les autoritats] s'han allunyat d'aquest camí ... La gent, que necessita la democràcia, que volen un sistema europeu civilitzat, és aquí. Avui, vaig a començar una nova vida, juntament amb vosaltres - per a vosaltres i els vostres fills, amb calma, com ha de ser en un país civilitzat ".
Via Georgiana va celebrar la seva assemblea inaugural el 12 de març de 2006, davant al voltant de 2.000 simpatitzants reunits a la Sala de la Filharmònica de Tbilisi. Zourabichvili va dir que Geòrgia s'enfrontava actualment a dues amenaces principals: la tornada de nou als temps anteriors a la Revolució Rosada i, com ella mateixa va dir, 'revolucionària'. Gia Tortladze es va convertir en el president del consell polític del partit, però posteriorment va dimitir. Tortladze és membre de la facció del Front Democràtic, que aplega els parlamentaris de l'oposició del Partit Republicà de Geòrgia i del Partit Conservador de Geòrgia.

## Participació electoral
A les eleccions d'ajuntament a Tbilisi el 5 d'octubre de 2006 només va obtenir el 2,77% dels vots. A les eleccions presidencials georgianes de 2008 va donar suport al candidat opositor Levan Gachechiladze. A les eleccions legislatives georgianes de 2008 es va presentar com a part de l'Oposició Unida.